# 福寿淳
福寿 淳（ふくじゅ あつし、1960年2月20日 - ）は日本の俳優、声優、ナレーター。2012年40回大阪新劇フェスティバル男優演技賞受賞。兵庫県出身。2014年末で関西芸術座を退団。2015年よりボズアトールに所属。2024年にボズアトールを退所。芸能活動を引退。

## 出演作品

### 番組ナレーション

#### ABC
- テレメンタリー
  - 「自分という名のゴール」
  - 「嗚呼・・友よ父よ」
  - 「終わりなき葬列」
  - 「地球の裏へ逃げる容疑者」
  - 「また再びの海峡」
  - 「海の悲鳴」
  - 「悔恨」
  - 「棄却」
  - 「袴田事件と五点の衣類」
  - 「商標WARS？讃岐うどんは誰のもの？」

- ドキュメンタリーSP
  - 「二重被爆」
  - 「空っぽの心に陽が昇る」

#### MBS
- 匠
- 映像'14「彼女が拳に込めるもの」〜プロボクサー・多田悦子の挑戦

#### YTV
- ウェークアップ!ぷらす
- NNNドキュメント
  - 「スイッチ入れろ！」女鬼教師と世界一のダンス部

#### KTV
- ドキュメンタリー映像'10

#### BS-TBS
- 至福の京都ふらり散歩

### CMナレーション
- NTTフレッツ光
- JAバンク大阪
- ACジャパン「なにわのタブー」（1998年）
- ACジャパン「歩きタバコ」（2000年）

### VPナレーション
- トヨタ
- ダスキン

### ラジオドラマ

#### NHK-FM・FMシアター
- 照子ちゃんの思い出　(シナリオ執筆及び出演）※NHKシアター2008年1月19日放送

#### NHK・青春アドベンチャー
- ふたつの剣

#### MBS
- ドラマの風
  - エンジェルストランペット
  - マイライフ
  - わりかん
- 天理教の時間

### 舞台・出演
- 黄昏
- 薫ING
- ビートキッズ
- 電光仮面
- わりかん
- 予は危険人物なり
- 反応工程
- 心と意志
- ロミオとジュリエット〜RETURN
- 大阪城の虎
- 姥ざかり
- 言葉〜アイヒマンを捕らえた男〜
- 歓喜の歌
- 戦う家族〜私の選挙戦日誌〜
- 灯り

### 舞台・脚本及び演出
- 心の面影「マイケルと私」
- からたち荘
- 蠅取り紙
- 無駄な時間

#### 大和高田市民劇団さざんか演出
- レンタルファミリー
- 煙が目にしみる
- 輝かずとも姫
- もやしの唄

### 舞台受賞
- 2012年大阪新劇フェスティバル男優演技賞受賞（「歓喜の歌」にて）

### テレビ出演

#### MBS
- いのちの現場から

#### NHK
- 出雲の阿国

#### CX
- ナニワ金融道

#### TBS
- 水戸黄門

### 映画出演
- 旅の贈り物